# Another Green World
Another Green World este al treilea album al artistului britanic Brian Eno, lansat de Island Records în septembrie 1975. Produs de Eno și Rhett Davies, cuprinde contribuții din partea mai multor muzicieni colaboratori ca Robert Fripp (chitară), Phil Collins (tobe), Percy Jones (chitară bas) și John Cale (viola).
Albumul a marcat o tranziție de la influențele rock ale muzicii lui Eno lansate până atunci, către sensibilitatea minimalistă a lucrărilor sale ambientale din anii '70. Doar cinci din cele 14 piese conțin voce. Folosind tactici derivate din cărțile sale de îndrumare, Oblique Strategies, Eno a utilizat o varietate de mijloace neconvenționale de înregistrare și abordări ale instrumentelor, care s-au reflectat in creditări neobișnuite precum „chitara șarpe” și „pianul îndoielnic”. Coperta este un detaliu din „After Raphael”, aparținând artistului britanic Tom Phillips.
Deși albumul nu a ajuns în topurile din SUA sau UK, Another Green World  a fost inițial apreciat de critici. În prezent, opinia generală este pozitivă, numeroase publicații, printre care Rolling Stone, NME și Pitchfork, au numit albumul unul dintre cele mai bune ale anilor 1970.